# (1635) Bohrmann
(1635) Bohrmann ist ein Asteroid des Hauptgürtels, der am 7. März 1924 vom deutschen Astronomen Karl Wilhelm Reinmuth in Heidelberg entdeckt wurde.
Benannt ist der Asteroid nach dem deutschen Astronomen Alfred Bohrmann.